# Chleb watykański

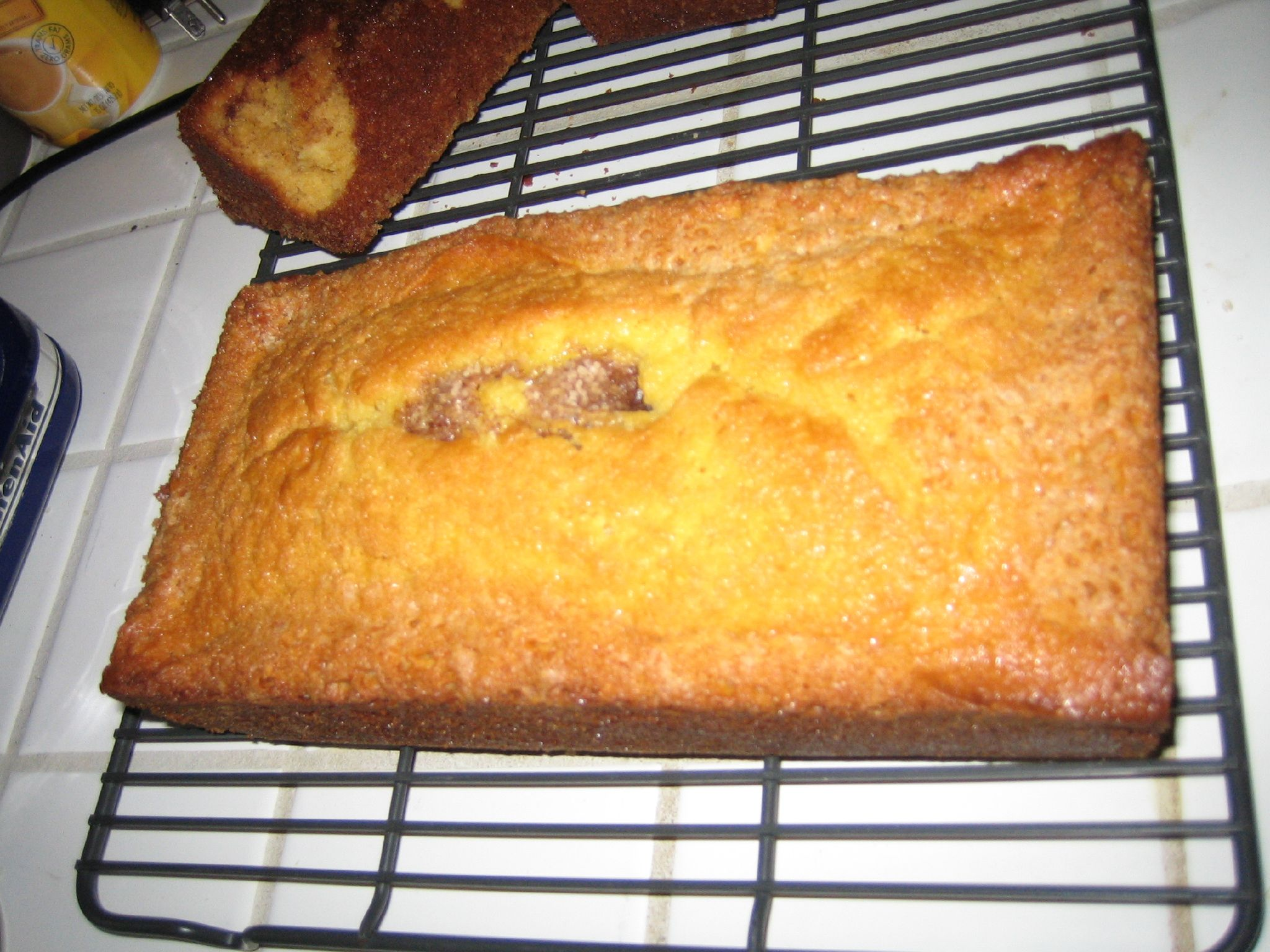
Chleb przyjaźni Amiszów

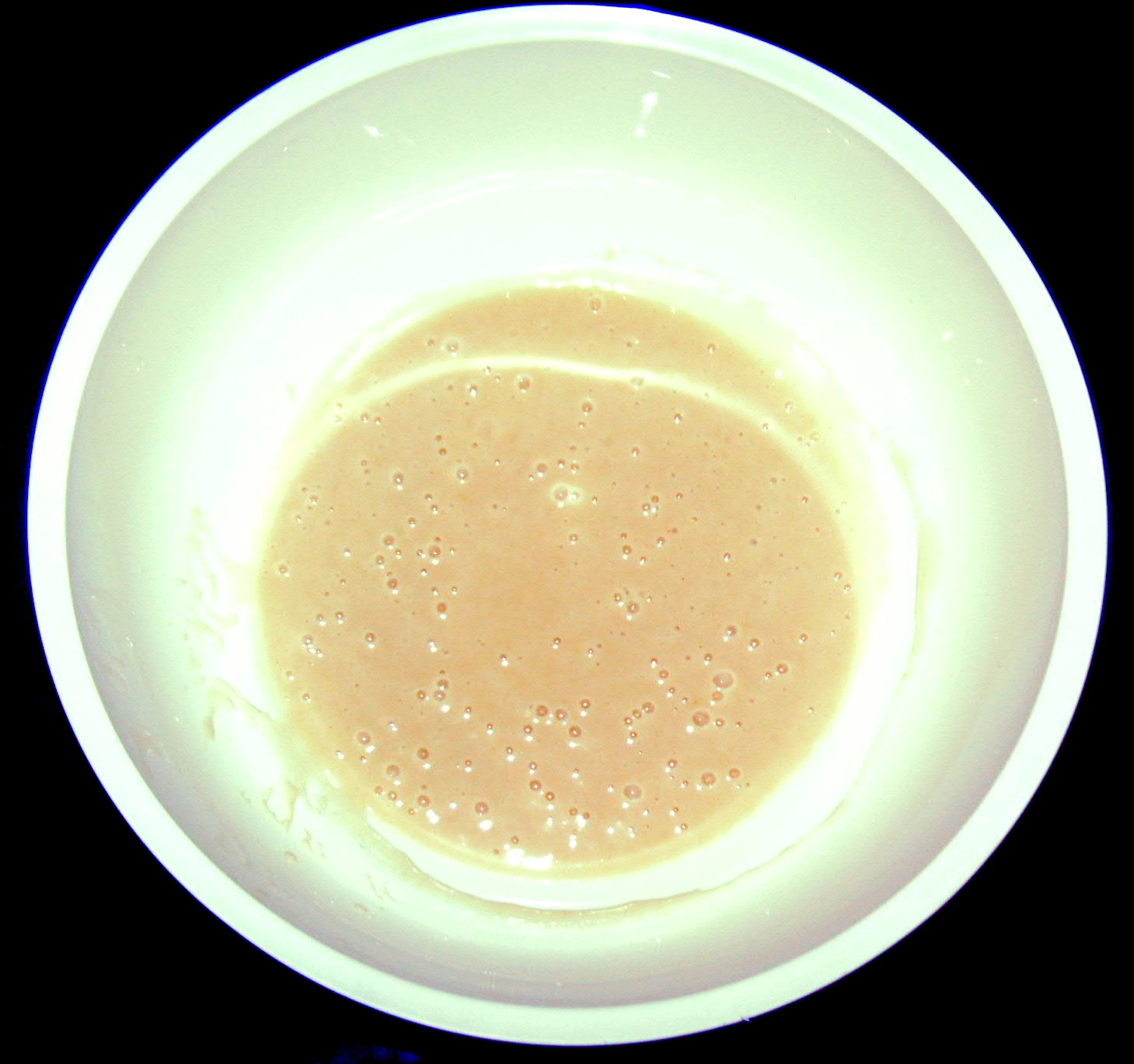
Rozczyn ciasta Hermana

Chleb watykański, (chlebek szczęścia, chleb przyjaźni Amiszów) – chleb pochodzący prawdopodobnie z obyczajowości Amiszów, choć jest to niepotwierdzone. W niemieckojęzycznej tradycji jest to ciasto Hermana (lub wprost Herman).
Chlebek ten to rodzaj kulinarnego „łańcuszka szczęścia” w postaci zakwasu chlebowego lub „próbki” ciasta przekazywanego pomiędzy rodzinami i sąsiadami. Po otrzymaniu zaczynu gospodyni przystępuje do przygotowania ciasta właściwego zgodnie z żartobliwym i wykorzystującym zasady mnemotechniczne wierszowanym przepisem. Cała procedura przygotowania trwa 10 dni. Przez ten czas, zgodnie z przepisem, w odpowiednich odstępach czasu ciasto należy mieszać i dodawać potrzebnych składników („dokarmiać”). Na koniec przepis nakazuje podzielić całość na 4 części, jedną z nich użyć do upieczenia chlebka zaś pozostałe „rozdać dobrym ludziom” (sąsiadom).